# بوبروویچکی
بوبروویچکی (به لهستانی:  Bobrowiczki) یک روستا در لهستان است که در گمینا سواونو (استان پومرانی غربی) واقع شده‌است. بوبروویچکی ۳۹۲ نفر جمعیت دارد.